# Archipel des Abrolhos
Pour les articles homonymes, voir Abrolhos.
L'archipel des Abrolhos (en portugais : Arquipélago dos Abrolhos) est un ensemble de récifs coralliens situés dans l'océan Atlantique au Brésil dans l'État de Bahia. 

## Géographie
L'archipel est composé de 5 îles: 
- Santa Bárbara,
- Sueste,
- Redonda,
- Guarita
- et Siriba

et de 6 récifs submergés: Parcel dos Abrolhos, Parcel das Paredes, Récif Sebastião Gomes, Récif Coroa Vermelha, Récif Viçosa et Récif Timbebas.
L'archipel dont son aire maritime de 913 km2 a été déclaré parc national marin des Abrolhos (Parque Nacional Marinho dos Abrolhos) par le décret n° 88.218, du 6 avril 1983.

## Histoire et étymologie
L'archipel s'est formé il y a 42 à 52 millions d'années, principalement composé de roches volcaniques et de bancs de sable. Il possède les plus grands récifs de corail de l'océan Atlantique sud dont certains avec des hauteurs supérieures à vingt mètres, comme le récif Chapeiroes da Sueste. Le nom de l'archipel provient de l'expression « abre los ojos » soit « ouvre les yeux » en français. (« abra os olhos » en portugais), utilisée par les marins pour annoncer la présence de ces récifs étendues sur une surface de 913 km2 qui représentent des risques de collisions et de naufrages importants pour les navires. L'archipel a connu une vingtaine de naufrages entre 1926 et 1943. Aujourd'hui la route maritime passe au large de cet archipel et évite ainsi tout risque de collision avec la barrière de corail et de pollution.
Le 12 septembre 1631, lors de la guerre de Trente Ans, l'archipel fut le théâtre d'un combat naval entre l'Espagne et les Provinces-Unies.
La première expédition scientifique fut réalisée en mars 1832 par l'expédition de HMS Beagle avec à son bord Charles Darwin.

## Galerie

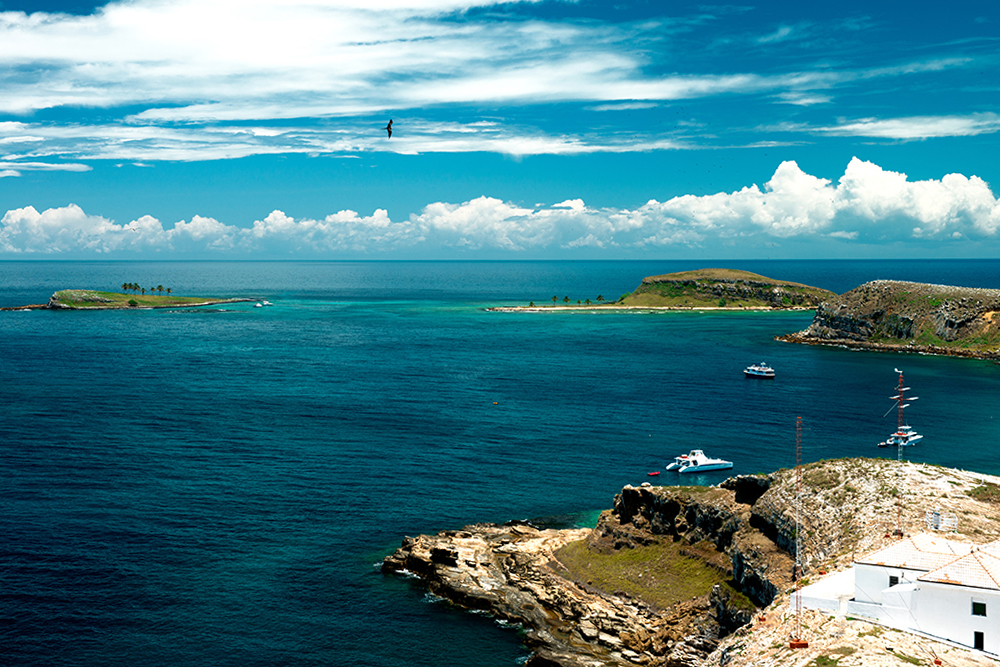
L'archipel des Abrolhos
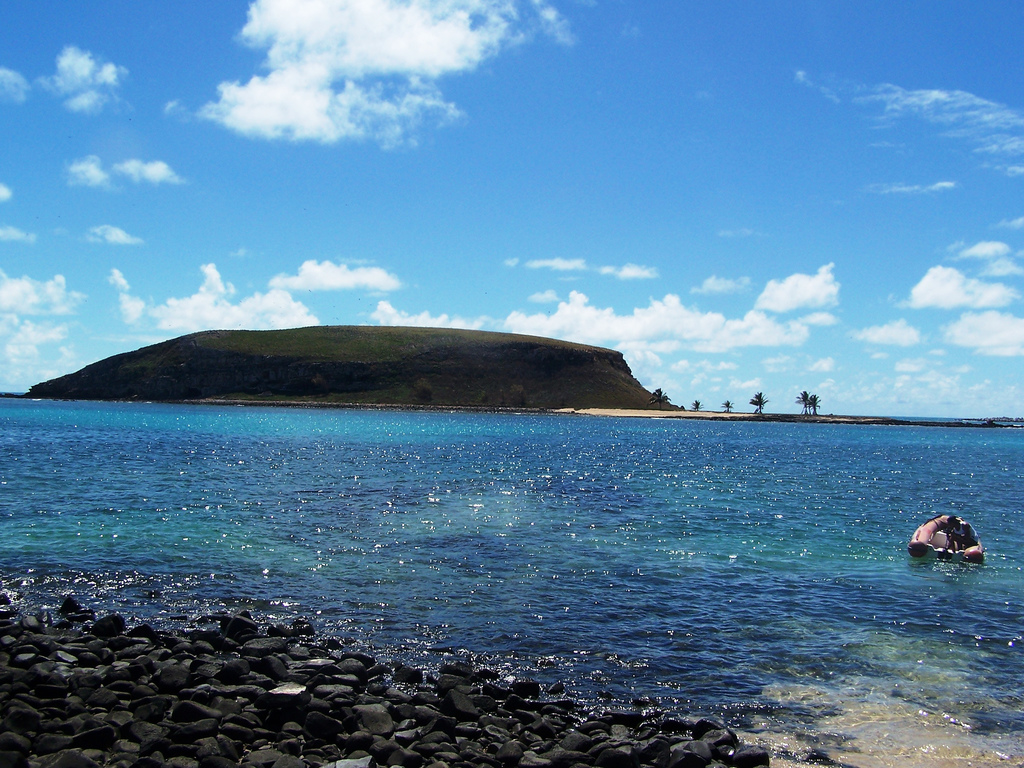
L'île Redonda
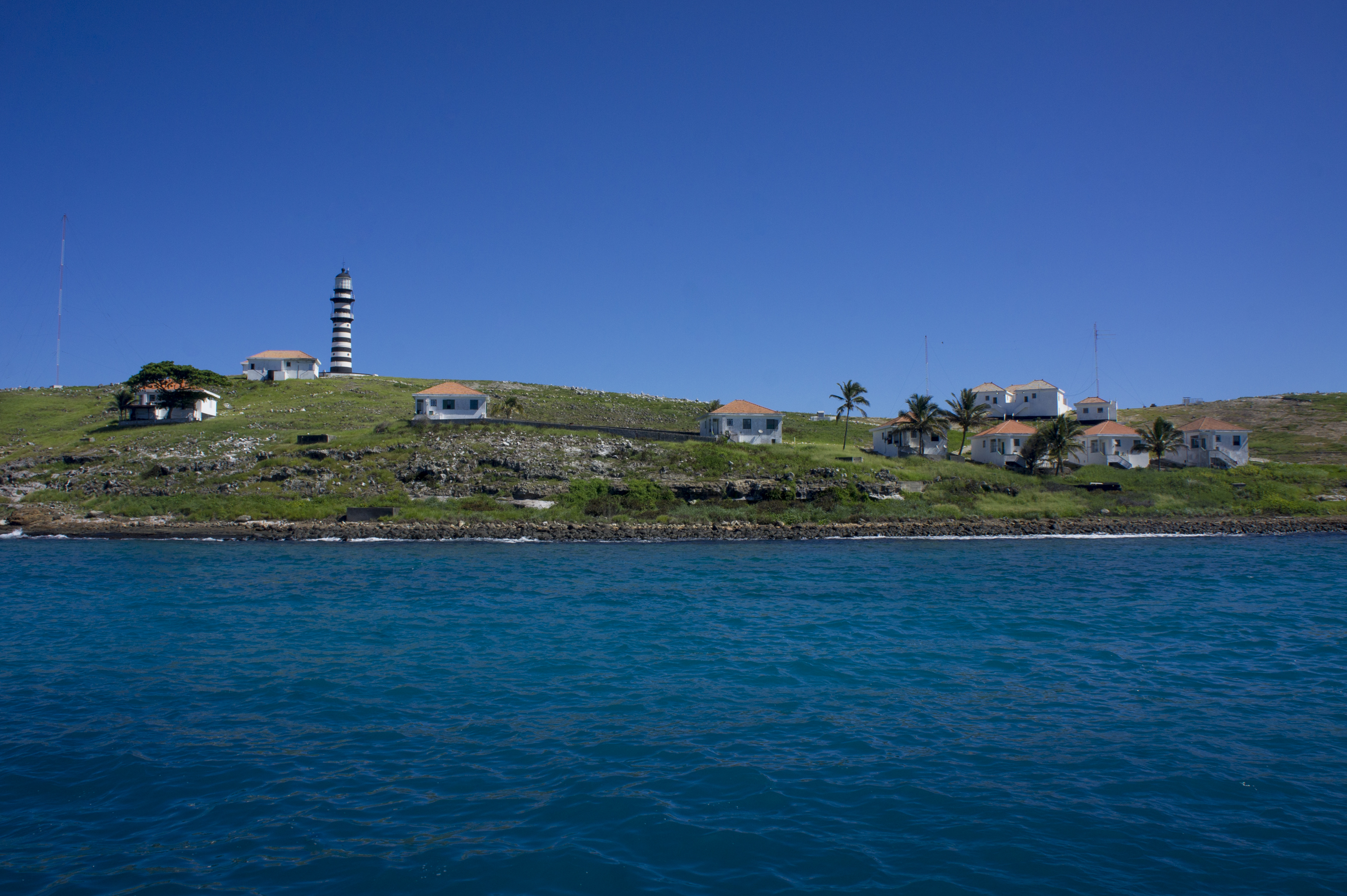
Île Santa Barbara et son phare
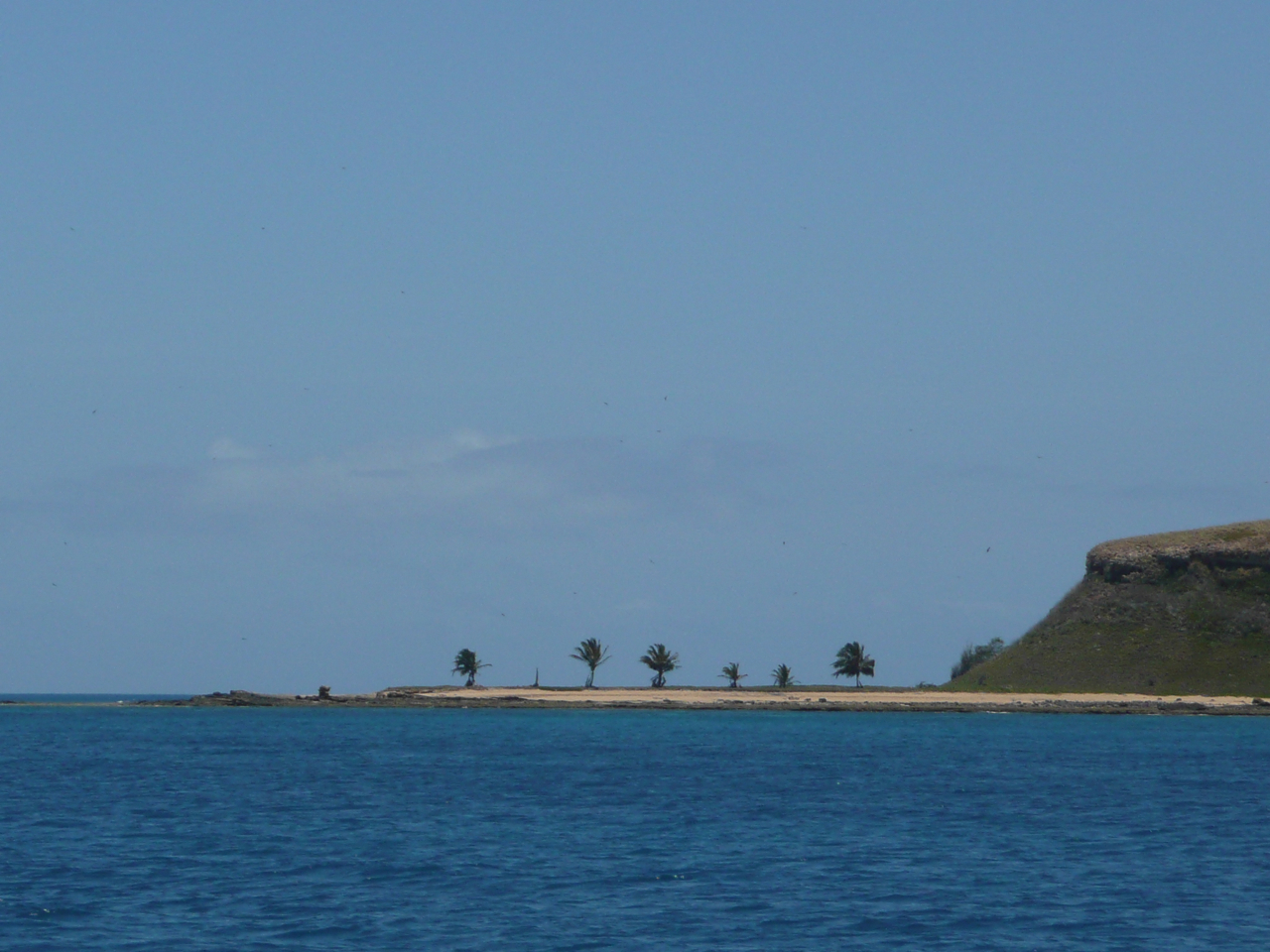
Extrémité occidentale de l'île principale